# Cadira LCW
La Lounge Chair Wood (LCW) és una cadira baixa dissenyada per Charles i Ray Eames a meitat de la dècada de 1940, quan la parella de dissenyadors començava a experimentar amb contraxapat de fusta modelat tridimensionalment. La cadira ha esdevingut una de les peces icòniques dels Eames i no ha deixat de fabricar-se.
La cadira va ser dissenyada utilitzant la tecnologia per modelar fusta contraplacada que els Eames van desenvolupar abans i durant la Segona Guerra Mundial. Abans de la implicació dels Estats Units en la guerra, Charles Eames i el seu amic, l'arquitecte Eero Saarinen, van presentar un grup de mobles al Concurs de disseny orgànic en mobles per a la llar del Museu d'Art Modern el 1940, un concurs que explorava l'evolució natural dels mobles com a resposta al món que canvia ràpidament. Eames & Saarinen van guanyar el concurs. No obstant això, la producció de les cadires es va ajornar a causa de les dificultats de producció, i després per l'entrada dels Estats Units a la Segona Guerra Mundial. Saarinen va abandonar el projecte a causa de la frustració amb la producció.

## Desenvolupament creatiu
Les propostes que Charles Eames i Eero Saarinen van presentar per al concurs de mobles orgànics incorporaven un seient i respatller units en una única "coquilla". No obstant, la fusta contraxapada solia trencar-se al doblegar-se als revolts pronunciats requerits per aquests dissenys. Per amagar les esquerdes, les peces concursants es cobrien amb tapisseria.
Després de molt assaig i error, Charles i Ray Eames van idear una solució alternativa: crear el seient i el respatller com dues peces separades, unides per una columna de fusta contraxapada i suportades per potes del mateix material. El resultat va ser una cadira d'aspecte elegant i honest, amb totes les connexions visibles i sense amagar el material sota la tapisseria. El seient s'unia a la columna vertebral i a les potes mitjançant quatre volanderes de goma robustes amb femelles incrustades, conegudes com a xoc mounts. Aquests suports de xoc s'enganxaven a la part inferior del seient i es cargolaven des de la base de la cadira. El respatller també es fixava amb suports de xoc. Des del front i la part superior, el seient i el respatller apareixien sense interrupcions per fixacions. Els suports de goma permetien que el respatller es mogués i flexionés amb la persona. Tanmateix, aquesta tecnologia també tenia un defecte: els suports d'amortiment es podien trencar per diverses raons. Una solució comuna era perforar directament el respatller i inserir elements de fixació entre aquest i el suport lumbar, cosa que desvaloritzava la cadira en alterar la seva estètica original de superfícies llises i ininterrompudes.
En una època en què els mobles eren pesats i complicats, fets de múltiples materials i recoberts amb tapisseria, el disseny d'Eames va ser una revelació. La cadira es va produir entre 1946 i 1947 per Evans Molded Plywood a Venice Beach, Califòrnia, per a l'empresa de mobles Herman Miller a Zeeland, Michigan. El 1947, Herman Miller va traslladar la producció de les cadires a Michigan, on continua fins a l'actualitat, després d'una pausa entre el 1957 i el 1994. A Europa, Vitra es va convertir en el productor de mobles Eames. Herman Miller i Vitra són les dues úniques empreses que fabriquen cadires amb llicència del llegat Eames, representat per l'oficina d'Eames.

## Especificacions
| Altura   | Amplada  | Profunditat | Alçada del seient |
| -------- | -------- | ----------- | ----------------- |
| 69,53 cm | 56,52 cm | 64,45 cm    | 38,74 cm          |